# Korsat kors

Korsat kors

Ett korsat kors är ett likarmat kors där varje arm består av ett latinskt kors som är vänt bort från korsets mitt.
Kinda kommun har ett korsat kors som kommunvapen och Täby kommun har en variant som kallas Dagmarskors. Även Köpings kommun för i sitt vapen en variant av korsat kors, ett latinskt kors där de tre korta armarna är korsade.
Förutom Dagmarskorset som finns på U 161 så förekommer korsade kors även på följande runstenar: U 25, U 867, 905, 921, 1047, 1074, 1076, 1081 och 1105, samt på Ög 184.